# Abbaye de Saint-Maur
Pour les articles homonymes, voir Saint-Maur.
Ne doit pas être confondu avec Abbaye Saint-Maur de Glanfeuil (Anjou) ou Abbaye Saint-Maur de Hanga (Tanzanie).
Pour la congrégation bénédictine, voir Congrégation de Saint-Maur.
L'abbaye de Saint-Maur initialement appelée abbaye des Fossés est une ancienne abbaye aujourd'hui disparue, à Saint-Maur-des-Fossés. Les vestiges et le domaine de l'abbaye ont été transformés en un parc d'agrément nommé Parc de l'abbaye.

## Historique

### Fondation
Une abbaye avec une église (dite « Abbatiale I ») est bâtie en 639, sous la régence de la reine Nanthilde mère de Clovis II, sur un castrum en ruines, situé dans une presqu'île constituée par un méandre de la Marne, sur le territoire de la future commune de Saint-Maur par un diacre de Paris nommé Blidegisilus. Elle prend le nom de « Saint-Pierre-du-Fossé » faisant ainsi référence au relief du lieu qui est très pentu jusqu'à la rivière. Mentionné dès le 9 mai 641 Babolein en est le premier abbé. Audebert évêque de Paris s'interdit dès 643 d'intervenir dans l'organisation du monastère qui en 658, reçoit l'immunité royale de Clotaire III. Les plus anciens documents originaux des archives de l'abbaye sont deux chartes la première vers 695-701 de Childebert IV et la seconde du 22 avril 717 La chapelle Notre-Dame des Miracles dont les ruines sont encore visibles dans le « Parc de l'Abbaye » marque selon la tradition l'emplacement de l'église primitive dans laquelle fut inhumé Babolein.

### Décadence et renaissance

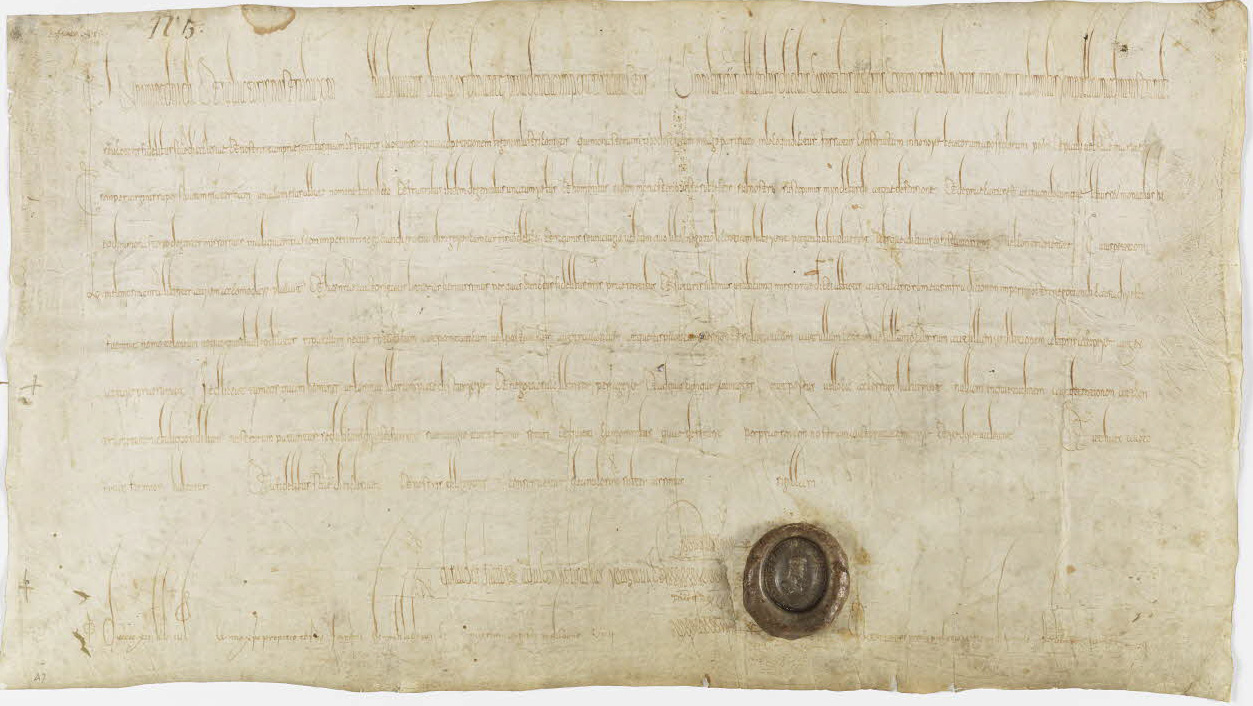
Exemption accordée par Louis-le-Pieux à l'abbaye de Saint-Maur-des-Fossés de tous les droits de péage et de circulation datant du 20 juin 816. Archives nationales.

Au début du IXe siècle, l'abbaye est l'une des premières en 816 à bénéficier de la vaste réforme imposée par Louis le Pieux et l'église (dite « Abbatiale II »), dédicacée le 7 décembre 829, est rebâtie par l'abbé Benoît (813-839), sous l'égide du comte Bégon de Paris. Elle reçoit en 861 des vignes et un embarcadère dans l'actuelle Bry-sur-Marne
Le 13 novembre 868, l'abbaye recueille sur instructions de Charles le Chauve, les reliques de saint Maur en provenance de l'Abbaye Saint-Maur de Glanfeuil, près de Saumur, alors menacée par les Vikings. L'abbé Udon/Eudes Ier de Glanfeuil (mort en 886), devient alors abbé de Saint-Maur et Glanfeuil un prieuré. L'« Abbatiale III » est reconstruite vers 920 pour l'abbé Rainaud Ier par le comte Haganon favori de Charles le Simple.
Après l'abbatiat d'Adhelnée vers 925, Saint-Maur tombe comme beaucoup d'autres abbayes en décadence et est aux mains d'abbés laïcs les comtes de Paris : Hugues le Grand, Hugues Capet et Bouchard le vénérable également comte de Vendôme, Montoire et Lavardin puis de Corbeil et de Melun. Le monastère est dirigé par un certain « abbé » Mainard qui préfère entraîner ses moines à la chasse au chien et au faucon plutôt que se consacrer à la vie religieuse. Le moine Adic se plaint de ces dérèglements auprès du comte Bouchard le Vénérable qui confie en 989 le soin de réformer le monastère à Saint Mayeul de l'Ordre de Cluny. Le beau-fils de Bouchard, Thibault Ier de Corbeil, abbé de Cormery, devient abbé régulier de Saint-Maur à partir de 1005, année du décès de Bouchard le vénérable  et l'« Abbatiale IV » est réédifiée et dédicacée solennellement le 13 novembre 1030 sous l'abbé Eudes II. C'est une vaste église romane de pèlerinage à crypte sous le chœur avec une nef triple de six travées avec un ou plusieurs clochers.

### Moyen Âge

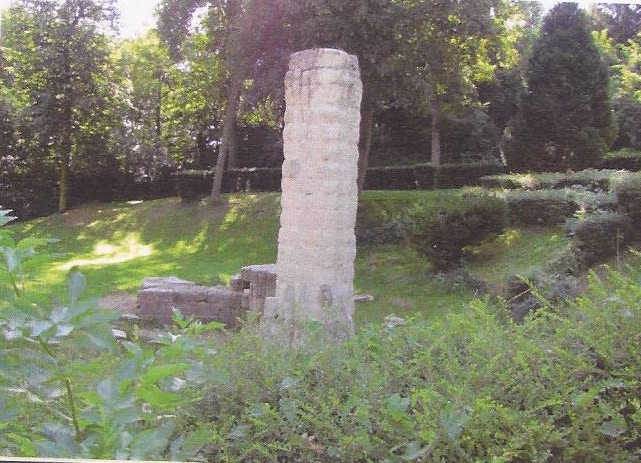
Vestige de l'abbaye de Saint-Maur.

En 1058 Guillaume Guerlenc comte de Corbeil, devient avoué de l'abbaye où il se retire comme moine après un vœu.
Selon une légende médiévale le 10 juillet 1068, un certain Rumolde sculpteur sort brièvement de son atelier pour répondre à un appel qu'il croit entendre. Lorsqu'il revient il constate que la statue de Vierge à l'Annonciation en bois polychrome à peine ébauchée sur laquelle il travaillait est achevée. Il s'agit d'une œuvre « acheiropoïète » connue sous le nom de Notre-Dame des Miracles « Virgo audiens » ; des conversions, des grâces et des miracles lui ont été attribués. Elle se trouve désormais dans une chapelle de l'église paroissiale Saint-Nicolas.
En 1096 le prieuré de Saint-Maur-sur-Loire est perdu à la suite des intrigues du comte Foulques IV d'Anjou qui veut se venger du roi Philippe Ier de France qui lui a pris son épouse Bertrade de Montfort. Les abbatiats de Thibaud II (1107-1134) et d'Ascelin Ier (1134-1153) sont marqués par une intense activité artistique, manuscrits et ornementation du cloitre; la plupart des sculptures conservées datent de cette époque. A cette période le roi Louis VI fait remise aux moines du cens de 3 sous perçu pour le transfert des marchandises à l'embarcadère d'Olins, en 1110.
En 1134 l'abbé d'Ascelin Ier  reçoit d'Étienne de Senlis l'évêque de Paris, l'abbaye de Saint-Éloi en la cité qui est rattachée à Saint-Maur. À cette date, l'Abbaye de Saint-Maur devient propriétaire du domaine de cette abbaye qui comprenait le bourg Saint-Paul  autour de l'église Saint-Paul-des-Champs, les terres agricoles qui s'étendaient de l'emplacement de la rue Saint-Antoine jusque sur le territoire de l'actuel 12e arrondissement de Paris et au-delà à Charenton et l'exercice du droit de basse, moyenne et haute justice sur les habitants.
Un premier miracle autour des reliques de Saint-Maur eut lieu au XIIe siècle. D'autres miracles suivirent et l'abbaye devint un des grands pèlerinages d'Île-de-France. D'abord fixé le 15 janvier fête de Saint-Maur il est déplacé à la Saint-Jean le 24 juin. On vient y prier de toute l'Europe pour guérir la goutte (dit « mal de saint Maur ») ou l'épilepsie (dit « mal de saint Jean »). Dès la fin du XIIIe siècle, l'abbaye n'est plus connue que sous le nom de « Saint-Maur-des-Fossés » qui apparait en 1247 et s'impose pendant la décennie 1280.
Dans une bulle du pape Innocent II, de l'année 1136, il est fait mention pour la première fois de la chapelle Saint-Bon de Paris appartenant à l'abbaye de Saint-Maur-des-Fossés,.
Le 14 juillet 1256 Pierre de Chevry, prieur de Saint-Eloi est élu abbé en remplacement de  Jean Ier d'Auxonne (1251-1256) qui s'était « montré détestable » et avait été déposé . Pendant 30 ans Pierre Ier de Chevry marque la vie monastique de Saint-Maur d'une empreinte très forte. Il est le premier des abbés mitrés du monastère et comme les évêques il porte un anneau, une dalmatique et une crosse. Il institue de nouveaux offices comme ceux de Chambrier, Cellérier et Trésorier. En 1273 l'abbé Pierre Ier fait commencer un nouveau Polyptyque c'est-à-dire un état général des domaines de l'abbaye. En 1275 il fait réaliser un Cartulaire où recueil des chartes qui, réuni au Polyptyque, forme un ouvrage de 600 pages dit le « Livre Noir ». Ce document est une source d'informations sur les mœurs et l'organisation sociale du XIIIe siècle. À sa mort le 5 juin 1285 Pierre de Chevry est inhumé dans la chapelle Saint Martin qui était ouverte sur le transept nord de l'abbatiale et qu'il avait fait rebâtir. En effet les travaux de reconstruction en style « gothique » du chœur et du chevet de l'église qui atteint désormais 86 mètres de longueur sont achevés vers 1281.
Vers 1358, pendant la guerre de Cent Ans, l'abbaye héberge les troupes du Dauphin, futur roi Charles V. Des fortifications sont entreprises, dont il reste aujourd'hui la tour occidentale, dite « tour Rabelais ».
En janvier 1378 l'empereur Charles IV du Saint-Empire, roi de Bohême, vient de Prague rendre visite à son neveu Charles V de France et fait un pèlerinage à Saint-Maur pour y guérir de la goutte. Il réside à l'Abbaye avec son fils et héritier Venceslas et y rencontre le roi de France les 12 et  15 janvier. En 1430 les Armagnacs puis les Anglais s'emparent successivement de l'abbaye et la pillent. Au XVe siècle, le logis de l'abbé à l'Abbaye est le théâtre de la signature de deux traités :
- Le premier traité de Saint-Maur est signé le 16 septembre 1418 à Saint-Maur-des-Fossés par, entre autres, Jean sans Peur et Isabeau de Bavière. Il fut ensuite présenté par Jean V de Bretagne au Dauphin qui résidait alors à Saumur Le régent rejeta certainement ce traité.

- Un second traité de Saint-Maur est signé le 29 septembre 1465 entre le roi de France Louis XI et les Grands du royaume révoltés au cours de la guerre de la ligue du Bien public[Notes 1].

### Fin de l'abbaye

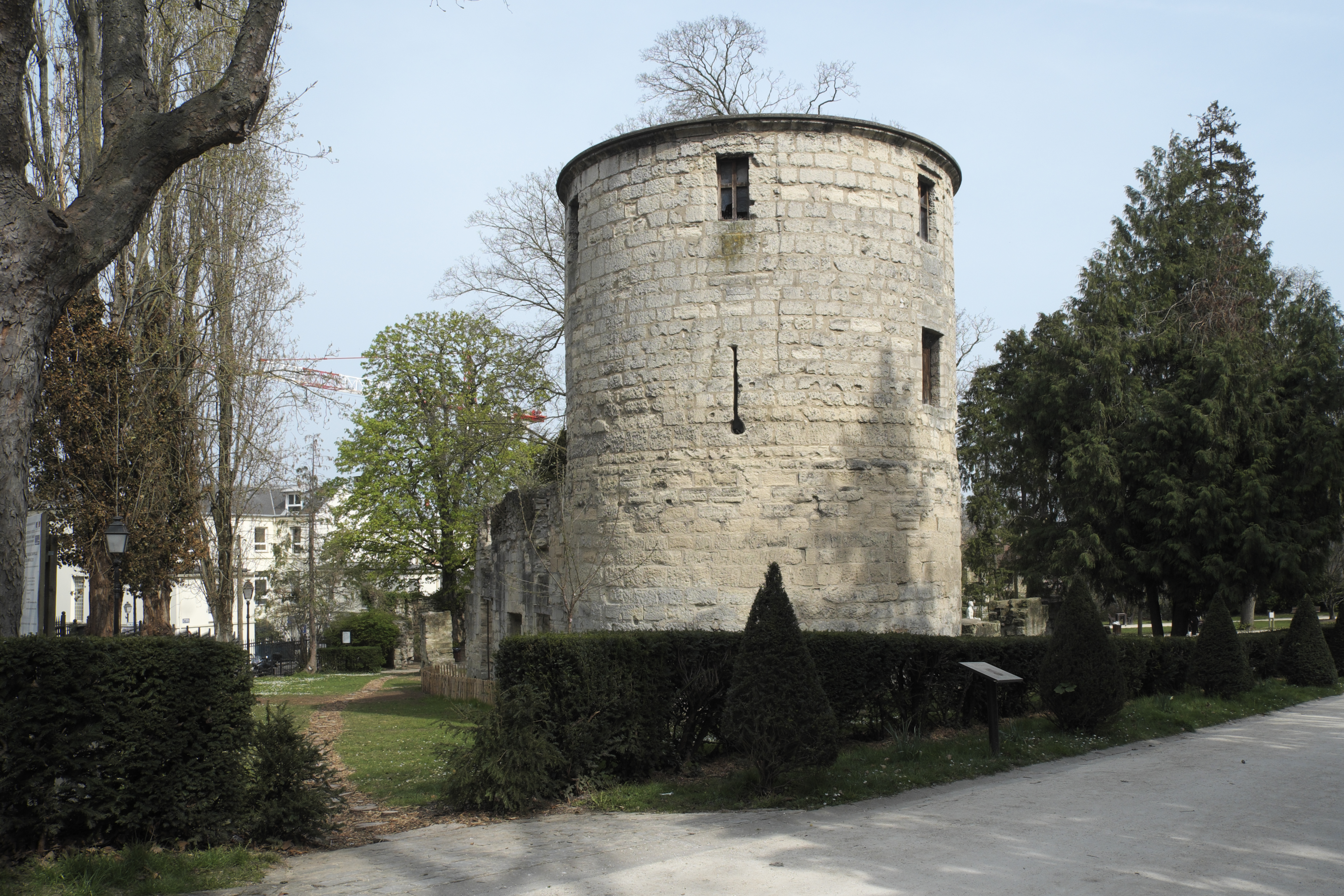
La tour Rabelais.

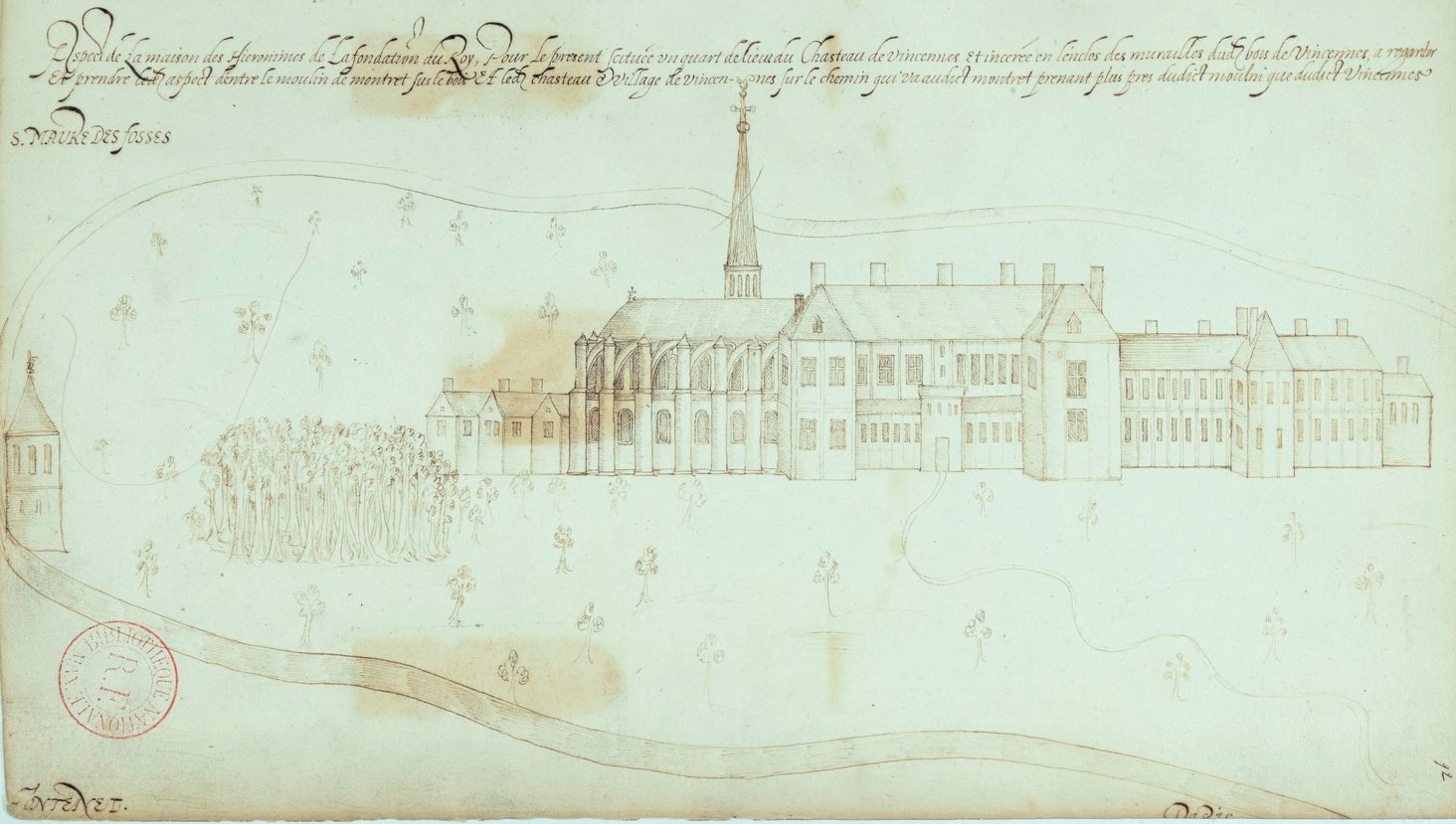
Bâtiment des Hierosimes de saint-Maur des fossés par Jacques Cellier, fin XVIe siècle.

L'abbaye tombe en commende en 1493 au profit de Raoul V du Fou évêque d'Évreux, avant d'être sécularisée en 1533 par son dernier abbé le cardinal et évêque de Paris, Jean du Bellay. Elle devient un chapitre de chanoines. C'est là que le cardinal, devenu premier doyen, accueille Rabelais en 1536.
À partir du XVIIe siècle, les bâtiments, mal entretenus et mal gérés, menacent ruine. En 1735 l’archevêque de Paris interdit le grand pèlerinage de la Saint-Jean, puis Le 23 avril 1749 Christophe de Beaumont archevêque de Paris, décide de supprimer le chapitre et de le rattacher à celui de Saint-Louis-du-Louvre. Les bâtiments sont vendus en 1751 au prince de Condé et démolis. La chapelle Notre-Dame-des-Miracles est fermée lors de la Révolution française.
En 1858-1861 un propriétaire des lieux Édouard Bourières réunit les différentes parties du site, il fait fouiller le bas-côté de l'église abbatiale et la crypte romane. Il transforme les écuries des chanoines en une curieuse villa néo-renaissance qui subsiste encore. Le domaine qui était passé au sénateur Adolphe Maujan est cédé aux sœurs dominicaines qui l'occupent de 1920 à 1958 avant de le revendre à la Caisse des Dépôts. Le site est enfin racheté par la ville de Saint-Maur en 1962.
Aujourd'hui, l'abbaye n'existe plus et a laissé place à un square au coin de l'avenue de Condé et de la rue de l'abbaye. Quelques ruines subsistent, telles : la tour Rabelais, la villa Bourières du XIXe siècle ou encore d'anciennes fortifications. Les vestiges de l'abbaye sont classés au titre des monuments historiques depuis le 13 juin 1988.

### Explorations archéologiques

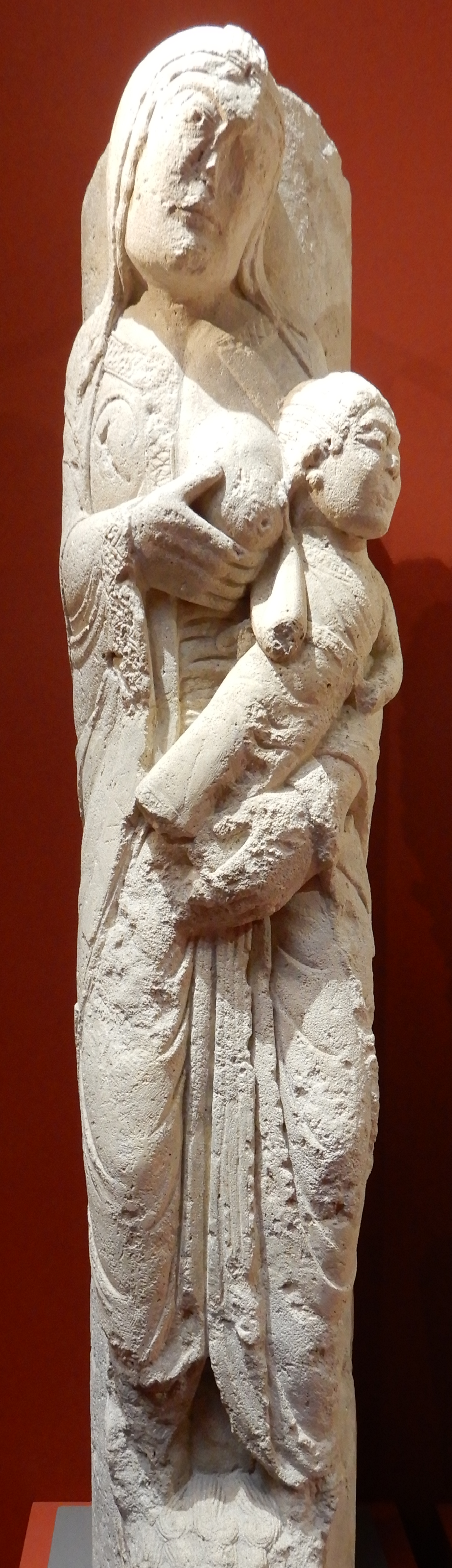
Saint Nicolas se détourne du sein de sa mère pour respecter le jeûne. Statue-colonne du cloître du XIIe siècle.

La fouille réalisée en 1861 à l'initiative de l'ancien propriétaire Bourières est la première d'une série d'interventions plus ou moins bien réalisées et documentées sur l'ancien site abbatial, dans l'enceinte de l'actuel parc ou au nord, aujourd'hui occupé par un Institut médico-éducatif et une maison de retraite. Les explorations archéologiques ou découvertes fortuites ont été menées par différents intervenants (associatifs du Vieux-Saint-Maur ou d'autres associations archéologiques locales, Commission du Vieux-Paris, archéologues départementaux ou missionnés par le Service archéologique de l'Etat) tout au long du XXe siècle.
L'église abbatiale fit l'objet de plusieurs interventions successives qui permirent notamment de dégager des sépultures carolingiennes, des inhumations en coffrage de pierre des XIe – XIIIe siècles et les murs de l'avant-nef en 1933 et 1982, un carrelage de carreaux vernissés du XIIIe siècle sur le nord du chœur en 1933 et 1967. Le nord du chœur et de la nef de l'abbatiale furent mis au jour lors de sondages réalisés en 1958-1959 et surtout en 1988. Ces derniers, les premiers à explorer méthodologiquement l'ensemble de la stratigraphie du site, permirent de mettre au jour des niveaux de l'âge du Fer, bien antérieurs à l'installation de l'abbaye, quelques niveaux attribuables au haut Moyen Âge dont une fosse carolingienne, mais également les traces d'un bâtiment à contreforts du XIe siècle (en partie observé dès 1983-1984), dont la fonction est indéterminée, au nord du chœur de l'abbatiale.
L'abside primitive de la chapelle Notre-Dame-des-Miracles fut mise au jour en 1967-1968. Le nord de la nef de cet édifice encore partiellement en élévation fut exploré en 1970-1972. La nef de la chapelle fut en partie fouillée entre 1980 et 1982 à la suite de la découverte d'une urne funéraire, livrant le dallage et les bases à griffes des colonnes de l'édifice à abside roman du XIIe siècle. Cette fouille permit la mise au jour d'un sol de carreaux vernissés du XIVe siècle fonctionnant avec un nouveau chevet plat remplaçant l'ancienne abside romane semi-circulaire. Ce sol fut par la suite rehaussé par un perron, puis abandonné et remplacé par un dallage, percé de quelques inhumations.
Le logis abbatial et une partie des communs furent observés en 1966 lors d'une surveillance des travaux de construction d'une maison de retraite.
Le cloître, dont le décor est en partie connu par une collection lapidaire (trois statues-colonnes et deux chapiteaux jumelés) fut exploré lors des sondages réalisés en 1988.
Le cimetière oriental, situé hors de l'enceinte mise en place au XIVe siècle, fut exploré en 1966-1969, 1970-1972 puis en 1983, livrant des sépultures des XIe – XIIIe siècles, utilisant comme dans l'avant-nef des coffrages de pierre dont certains comportant des aménagements céphalomorphes.

## Parc de l'abbaye
Le parc de l'abbaye de Saint-Maur-des-Fossés est l'un des espaces verts les  plus importants de la ville.
Il est régulièrement utilisé pour des événements festifs, notamment : le festival « Courts dans l'Herbe » (2005 à 2009), « Saint-Maur Médiéval » qui a lieu tous les ans au mois de mai, ainsi que les Journées Européennes du Patrimoine organisées chaque année au mois de septembre.

## Titres, propriétés et revenus
- Prise à  bail  emphytéotique par Nicolas Lecamus, marchand épicier-apothicaire, bourgeois de  Paris, d'une maison dans cette ville, grand-rue  Saint-Antoine, appartenant à  l'abbaye  de Saint-Maur-des-Fossés, moyennant 16 l.t. de loyer annuel ; ce bail ne prendra effet qu'à partir du décès des héritiers de Guillaume Riffault, boulanger à Paris, et de Guillaume Riffault, sergent à cheval[23].